# 花冠状地星
花冠狀地星是一種不可食用的蘑菇，屬於地星屬。它最初由德國博物學家奧古斯特·巴奇在1792年以 Lycoperdon corollinum 的名字科學描述，後於1904年由拉斯洛·霍洛斯（László Hollós）移至地星屬。

## 外部連結
- 花冠状地星在Index Fungorum中的資訊